# Berliner Hütte
Berliner Hütte – wysokogórskie schronisko turystyczne zlokalizowane w Alpach Zillertalskich (Austria, Tyrol), na wysokości 2042 m n.p.m., w pobliżu Mayrhofen.
Schronisko wybudowano w 1879 (prace projektowe trwały od 1875) i od tego czasu jest ono zarządzane przez Österreichischer Alpenverein. W 1899 zainaugurowano komunikację telefoniczną i telegraficzną. W 1912 doprowadzono elektryczność. Od 1997 obiekt wpisano do rejestru zabytków, a w 2004 obchodzono uroczystość 125-lecia budowli.
Najpopularniejszy, trzygodzinny, szlak dojściowy prowadzi z Mayrhofen przez górny Zemmgrund i schronisko Grawandhütte.